# Хара-Балгас
47°25′52″ пн. ш. 102°39′34″ сх. д. / 47.431111° пн. ш. 102.659444° сх. д.
Хара-Балгас (чорні руїни, монг. Хар Балгас, кит. трад.: 窩魯朵八里) або Орду-Балік (що означає «місто суду», «місто армії»;), також відомий як Мубалік та Карабалгасун — колишня столиця першого Уйгурського каганату.
Він був побудований на місці колишньої столиці імперії Гьоктюрк.
Руїни міста є частиною культурного ландшафту Орхонська долина, що входить до списку Світової спадщини.
Розташовано на території Монголії, на лівому березі річки Орхон, за 17 км NE від руїн столиці Монгольської імперії — Каракорума і за 15 км на північ від буддійського монастиря Ердені-Дзу.
Місто було зруйноване і спалене єнісейськими киргизами, що захопили його в 840 році.
Столиця уйгурів мала чітке планування багатоповерхових будинків. Це було велике місто, оточене валами, за якими знаходилися передмістя, зрошувальні канали, ріллі та сади, населення якого сягало 100 000 осіб.
На південний захід від центральної частини столиці була побудована фортеця і цитадель, мур з глини-сирцю якої та нині збереглися на висоту 12 м, а сторожова вежа — 14 м.
Усередині фортеці розташовувався палац, на південь від фортеці знаходився храмовий комплекс та будівлі-господарства уйгурських каганів, про що говорить знайдена тут стела у вигляді дракона з написами согдійською, уйгурською та китайською мовами

і присвячена Ідигяню, одному з уйгурських каганів, що жив в IX столітті.
Місто та фортеця носять явні сліди пожежі та руйнувань.
Хар-Балгас був виявлений в 1871 році російським мандрівником Падериним, потім описаний в 1889 М. М. Ядринцевим та в 1891 Вільгельмом Радловим.
Розкопки проводились в 1949 році спільною радянсько-монгольською археологічною експедицією під керівництвом С. В. Кисельова.